# Lâm Chấn Huy
Hoàng Văn Hiệp, thường được biết đến với nghệ danh Lâm Chấn Huy (sinh ngày 5 tháng 2 năm 1981), là một nam ca sĩ kiêm nhạc sĩ sáng tác ca khúc người Việt Nam.

## Tiểu sử và sự nghiệp
Xuất thân trong một gia đình có hoàn cảnh kinh tế vô cùng khó khăn ở Hà Tĩnh, năm 2001, anh vào Thành phố Hồ Chí Minh để học vào trường đại học kiến trúc, trong thời gian học anh phải trải qua rất nhiều công việc, ca hát nhiều nơi để trang trải việc học. Mãi cho đến năm 2003 anh mới chính thức bước vào con đường âm nhạc và thành công sau các ca khúc như Không gì có thể thay thế em, Nụ hôn và nước mắt....

## Album đã phát hành
| STT | Năm phát hành | Tên album                                 | Danh sách bài hát |
| --- | ------------- | ----------------------------------------- | --- |
| 1   | 2004          | Xin Người Thứ Tha (Vol 1)                 | 1. Dĩ Vãng Cuộc Tình (Nhạc sĩ: Duy Mạnh) 2. Xin Người Thứ Tha (Nhạc sĩ: Duy Mạnh) 3. Cơn Mưa Tình Si (Nhạc sĩ: Trịnh Gia Kiệt) 4. Xin Em Đừng Dối Gian (Nhạc sĩ: Lý Quang Long) 5. Xin Em Hãy Quay Về (Nhạc sĩ: Lý Quang Long) 6. Anh Vẫn Mãi Chờ Em (Nhạc sĩ: Xuân Quang) 7. Nhớ Thời Sinh Viên (Nhạc sĩ: Trịnh Gia Khang) 8. Dấu Chấm Cuộc Tình (Nhạc sĩ: Xuân Quang) |
| 2   | 2005          | Nếu có thể.....Đừng quên tình đời (Vol 2) | 1. Kiếp Lang Thang (Nhạc sĩ: Lê Hoàng Long) 2. Đừng Quên Tình Đời (Nhạc sĩ: Hoàng Thái Châu) 3. Nếu Có Thể (Nhạc: Nguyễn Minh Anh - Lời: Trần Lộc) 4. Dĩ Vãng Cuộc Tình Remix (Nhạc sĩ: Duy Mạnh) 5. Tôi Đây Em Đâu (Nhạc sĩ: Lâm Chấn Huy) 6. Nỗi Nhớ Trong Đêm (Nhạc sĩ: Phạm Gia Khang) 7. Quên Đi Mối Tình Đầu (Nhạc: Nguyễn Minh Anh - Lời: Lư Anh) 8. Vết Thương Cuối Cùng (Nhạc sĩ: Diên An) 9. Đêm Tình Yêu (Nhạc sĩ: Phạm Gia Khang) 10. Xin Người Thứ Tha (Nhạc sĩ: Duy Mạnh) 11. Tình Cuồng Si (Nhạc sĩ: Hoàng Thái Châu)                                          |
| 3   | 2006          | Anh không muốn làm người thứ 3 (Vol 3)    | 1. Anh Không Muốn Làm Người Thứ 3 (Nhạc sĩ: Nguyễn Minh Anh) 2. Không Thể Yêu Em Được Nữa (Nhạc sĩ: Nguyễn Hậu - Lâm Chấn Huy) 3. Không Gì Có Thể Thay Thế Em (Nhạc sĩ: Nguyên Chấn Phong) 4. Sao Lại Nhắn Nhầm Máy Anh ft. Vĩnh Thuyên Kim (Nhạc sĩ: Nguyễn Minh Anh) 5. Nụ Hôn Và Nước Mắt (Nhạc: Trung Quốc - Lời: Hoàng Tuấn - Lâm Chấn Huy) 6. Anh Không Còn Gì Để Nói Với Em (Nhạc sĩ: Nguyễn Minh Anh) 7. Giọt Nước Mắt Chia Đôi (Nhạc: Nguyễn Minh Anh - Lời: Lâm Chấn Huy) 8. Đời Em Lặp Lại Đời Tôi (Nhạc sĩ: Tô Tài Năng) 9. Thân Phù Du (Nhạc sĩ: Minh Nhựt)      |
| 4   | 2007          | Nỗi đau trong tình yêu (Vol 4)            | 1. Nước Mắt Đơn Phương (Nhạc sĩ: Tô Tài Năng) 2. Vì Sao Em Khóa Máy (Nhạc sĩ: Nguyễn Minh Anh - Lâm Chấn Huy) 3. Giờ Anh Đã Quyết Chúng Ta Phải Chia Tay (Nhạc sĩ: Nguyễn Minh Anh) 4. Mong Em Sẽ Hiểu Lòng Anh (Nhạc sĩ: Nguyễn Minh Anh) 5. Đừng Hỏi Vì Sao Anh Yêu Em (Nhạc sĩ: Tô Tài Năng) 6. Nỗi Đau Trong Tình Yêu (Nhạc sĩ: Tô Tài Năng) 7. Ghen Chỉ Vì Yêu (Nhạc sĩ: Lâm Chấn Huy) 8. Nụ Hôn Và Nước Mắt (Nhạc sĩ: Lâm Chấn Huy) 9. Quãng Đời Sinh Viên (Nhạc sĩ: Phan Nhã Ca)                                                                                       |
| 5   | 2008          | Tôi khóc cho em, ai khóc cho tôi (Vol 5)  | 1. Không Có Lần Thứ 3 (Nhạc sĩ: Phạm Trưởng) 2. Em Gian Dối Sao Mong Tôi Thật Lòng (Nhạc sĩ: Nguyên Chấn Phong) 3. Anh Chỉ Dám Nhá Máy Cho Em (Nhạc sĩ: Nguyễn Minh Anh) 4. Tôi Khóc Cho Em Ai Khóc Cho Tôi (Nhạc sĩ: Nguyên Chấn Phong) 5. Trăng Thề (Nhạc sĩ: Hồng Xương Long) 6. Sự Thật (Nhạc sĩ: Nguyên Chấn Phong) 7. Sao Em Không Về (Nhạc sĩ: Tống Gia Vỹ) 8. Không Ai Có Thể Thay Thế Tôi (Nhạc sĩ: Nguyên Chấn Phong) 9. Em Là Tình Yêu Của Tôi (Nhạc sĩ: Hoàng Anh Nhuận)                                                                                          |
| 6   | 2008          | Lỡ yêu (Vol 6)                            | 1. Thà Làm Áng Mây Trôi (Nhạc sĩ: Nguyên Chấn Phong) 2. Xin Lỗi Xin Lỗi Em (Nhạc sĩ: Nguyên Chấn Phong) 3. Lỡ Yêu (Nhạc sĩ: Nguyên Chấn Phong) 4. Anh Yêu Em Nhiều Hơn Hôm Qua (Nhạc sĩ: Nguyễn Minh Anh) 5. Bốn Điều Yêu (Nhạc sĩ: Hà Hải Đăng) 6. Dù Thế Nào Anh Vẫn Yêu Em (Nhạc sĩ: Nguyên Chấn Phong) 7. Đừng Nhắc Người Đó Trước Mặt Tôi ft. Lâm Chấn Hải (Nhạc sĩ: Nguyên Chấn Phong) 8. Chỉ Vì Ta Không Hợp (Nhạc sĩ: Nguyễn Minh Anh) 9. Người Ơi (Nhạc sĩ: Minh Nhiên) 10. Cho Anh Cơ Hội Sửa Sai Lầm (Nhạc sĩ: Lâm Chấn Huy)                                       |
| 7   | 2009          | Mưa và nước mắt (Vol 7)                   | 1. Giấc Mộng Liêu Trai (Nhạc sĩ: Minh Khang) 2. Vì Yêu Biết Khóc (Nhạc sĩ: Nguyên Chấn Phong) 3. Mưa Và Nước Mắt (Nhạc sĩ: Nguyên Chấn Phong) 4. Làm Lại Từ Đầu (Nhạc sĩ: Minh Khang) 5. Anh Chưa Nói Hết (Nhạc sĩ: Nguyên Chấn Phong) 6. Nỗi Đau Anh Nhận Lấy Riêng Mình (Nhạc sĩ: Nguyễn Minh Anh) 7. Quyền Được Yêu ft. Lâm Chấn Hải (Nhạc sĩ: Nguyên Chấn Phong) 8. Nỗi Khổ Của Đàn Ông (Nhạc sĩ: Phạm Trưởng) 9. Hên Xui (Xóa Hết Cuộc Tình) (Nhạc sĩ: Minh Khang) 10. Yêu Em Bằng Cả Trái Tim (Nhạc sĩ: Nguyễn Minh Anh) 11. Hoàng Tử Si Tình (Nhạc sĩ: Hoàng Phi Hùng) |
| 8   | 2010          | Đau tim... Thế mà lại hay (Vol 8)         | 1. Hạnh Phúc Ngày Trở Về (Nhạc sĩ: Lưu Ly) 2. Anh Nghèo Lắm Em Ơi (Nhạc sĩ: Hồ Duy Minh) 3. Đau Tim (Nhạc sĩ: Nguyên Chấn Phong) 4. Thế Mà Lại Hay (Nhạc sĩ: Nguyễn Hậu) 5. Sức Mạnh Tình Yêu (Nhạc sĩ: Lâm Chấn Huy) 6. Hình Như Tình Hờ (Nhạc sĩ: Hà Hải Đăng) 7. Sống Thử (Nhạc sĩ: Huỳnh Phong) 8. Trò Chơi Tuổi Thơ (Nhạc sĩ: Lưu Ly) 9. Màu Áo Cưới (Nhạc sĩ: Nguyên Chấn Phong) 10. Ba Ngày Suy Nghĩ (Nhạc sĩ: Nguyên Chấn Phong) 11. Đúng Là Đàn Bà (Nhạc sĩ: Lâm Chấn Huy) 12. Sao Cũng Được (Nhạc sĩ: Lâm Chấn Huy)                                                 |
| 9   | 2011          | Romeo không thể chết (Vol 9)              | 1. Chuyện Tình Cô Bạn Thân (Nhạc sĩ: Lại Hoàng Sang) 2. Bốn Năm Lần (Nhạc sĩ: Lâm Chấn Huy) 3. Hẹn Gặp Lại Em (Nhạc sĩ: Lại Hoàng Sang) 4. Tình Yêu Không Hoàn Hảo (Nhạc sĩ: Lâm Chấn Huy) 5. Romeo Không Thể Chết (Nhạc sĩ: Nguyên Chấn Phong) 6. Chỉ Vì Anh Lỡ Lời (Nhạc sĩ: Lý Hào Nam) 7. Cạm Bẫy (Bẫy Tình) (Nhạc sĩ: Lâm Chấn Huy) 8. Nước Mắt Người Làm Thuê (Nhạc sĩ: Lý Hào Nam) 9. Người Con Gái Tôi Yêu (Nhạc sĩ: Lại Hoàng Sang) |
| 10  | 2012          | Anh không níu kéo (Vol 10)                | |
| 11  | 2015          | Anh không níu kéo 4                       | |
| 12  | 2015          | Sống để hát                               | |
| 13  | 2016          | Remix 2016 Bay mất người                  | |
| 14  | 2016          | Anh không níu kéo 5                       | |